# Cantonul Argent-sur-Sauldre
Cantonul Argent-sur-Sauldre este un canton din arondismentul Vierzon, departamentul Cher, regiunea Centru, Franța.

## Comune
| Comune             | Populație (1999) | Cod poștal | Cod INSEE |
| ------------------ | ---------------- | ---------- | --------- |
| Argent-sur-Sauldre | 2 502            | 18410      | 18011     |
| Blancafort         | 995              | 18410      | 18030     |
| Brinon-sur-Sauldre | 1 089            | 18410      | 18037     |
| Clémont            | 642              | 18410      | 18067     |